# The Blue Cafe
The Blue Cafe è il quattordicesimo album in studio del musicista britannico Chris Rea, pubblicato nel 1998.

## Tracce
1. Square Peg, Round Hole – 3:58
2. Miss Your Kiss – 4:05
3. Shadows of the Big Man – 4:49
4. Where Do We Go from Here? – 4:32
5. Since I Found You – 4:37
6. Thinking of You – 3:31
7. As Long as I Have Your Love – 4:44
8. Anyone Quite Like You – 4:49
9. Sweet Summer Day – 4:45
10. Stick by You – 4:05
11. I'm Still Holding On – 4:55
12. The Blue Cafe – 4:49